# Hertig Xiao av Qin
Hertig Xiao (秦孝公; Qín Xiàogōng), född 381 f.Kr., död 338 f.Kr., var en regent över det kinesiska riket Qin under epoken De stridande staterna. Hertig Xiao regerade från 361 f.Kr. till 338 f.Kr. och hans personnamn var Ying Quliang (嬴渠梁).
Hertig Xiao tillträde som härskare över Qin som 21-åring efter att hans far Hertig Xian avlidit. När Hertig Xiao tillträdde kontrollerades Kina av sex stater; Qi, Chu, Wei, Han och Zhao. Qin betraktades av dessa riken som barbarer i väst, och Qin hade tappat sin politiska betydelse i centrala Kina.
Hertig Xiao inledde sin regeringstid med att införa välgörande reformer för föräldralösa och ensamstående och han rekryterade soldater för att stärka militärmakten. Hertig Xiao ville återställa Qin som det var under glansdagarna vid tiden för Hertig Mu (r. 659–621 f.Kr.). Han skickade därför ut ett dekret i riket där han sökte politiska strateger till sin administration. Legalism-filosofen Shang Yang sökte tjänsten och blev anställd i hovet.
| ”                                    | [...] Om det bland våra besökare eller ämbetsmän finns någon som kan lägga fram en klok strategi för hur Qin kan stärkas kommer jag både ära honom med en anställning och tilldela honom land. | „ |
| – ur Hertig Xiaos dekret till riket, | |   |

Efter råd från Shang Yang ändrade Hertig Xiao 359 f.Kr. lagen och bestraffningssystemet. Han införde också ett straff- och belöningssystem för militären och främjade det inhemska jordbruket. År 350 f.Kr. flyttade Hertig Xiao Qins huvudstad från Yueyang till Xianyang. Han slog samman byar och samhällen i landet och delade upp landet i 41 distrikt (xian 县) med lokala guvernörer (ling 令). Detta system med lokal administration användes fram till att sista kejsardynastin föll 1912. Införandet av legalismen under Hertig Xiao stärkte kraftigt makten för riket Qin, och legalismen skulle senare bli en viktig hörnsten för den framtida Qindynastin.
Efter att Hertig Xiao haft möte med riket Weis Kung Hui hade Qin militära framgångar efter ett slag i Yuanli (元里) 354 f.Kr. År 343 f.Kr. tilldelade Zhoudynastins Kung Xian Hertig Xiao titeln Hegemoni herre, och alla feodalherrar samlades i Fengze (逢泽) för att gratulera och fira Hertig Xiao. År 340 f.Kr. gav Hertig Xiao Shang Yang titeln markis Sheng efter att Shang Yang slagit till mot Wei och tillfångatagit dess prins.
Hertig Xiao avled 338 f.Kr. och efterträddes av sin son Kung Huiwen. Kort därefter avrättades Shang Yang som inte varit populär hos den nu tillträdda härskaren. Shang Yang hade tidigare drivit tesen att lagen i landet även måste gälla kronprinsen när han bröt dem. Hertig Xiao var den sista regenten i riket Qin som använde titeln hertig. De efterföljande regenterna tog sig titeln Kung (王).